# Minsheng Lu
Minsheng Lu (chiń. 民生路站站) – stacja początkowa metra w Szanghaju, na linii 6. Zlokalizowana jest pomiędzy stacjami Beiyangjing Lu i Yuanshen Tiyuchang. Została otwarta 29 grudnia 2007.